# Auflösung (Digitaltechnik)
Die Auflösung gibt in der Digitaltechnik an, wie fein abgestuft eine ursprünglich analoge Größe digital dargestellt werden kann, die vor der Weiterverarbeitung mit einem Analog-Digital-Umsetzer digitalisiert wird.

## Diskretisierte Größen

Ein digitalisierter, ursprünglich stetiger Verlauf wird durch die digitale Auflösung zu einer Reihe zeitlich und wertmäßig diskreter Abtastpunkte

Die Auflösung kann sich hier auf verschiedene Dimensionen beziehen:
- die Signalhöhe, d. h. die messbare Intensität der Größe (z. B. die Farbtiefe oder Lautstärke),
- den räumlichen Abstand (z. B. die Bildauflösung) oder
- den zeitlichen Abstand (die Abtastrate).

- Durch die begrenzte Auflösung der Signalhöhe entstehen sog. Quantisierungsabweichungen.
- Durch zu niedrig gewählte zeitliche oder räumliche Auflösung entstehen Alias-Effekte.

Die digitale Signalverarbeitung verwendet den Begriff Auflösung im Zusammenhang mit der Quantisierung im Sinne von Schrittweite oder Ziffernschritt auf der niederwertigsten Stelle einer numerischen Angabe. Dieses steht in Übereinstimmung mit der für die Messtechnik grundlegenden Norm, die den Begriff Auflösung festlegt als quantitative Angabe, wie weit ein Messgerät zwischen nahe beieinander liegenden Messwerten eindeutig unterscheiden kann.
Der Zusammenhang zwischen dem stufenlosen Eingangssignal und dem gestuften Ausgangssignal wird durch die Quantisierungskennlinie beschrieben. Bei einer linearen Quantisierungskennlinie ist die Schrittweite oder Breite einer Quantisierungsstufe konstant. Sie ergibt sich aus dem Eingangssignalbereich und aus der Anzahl der Stufen bzw. aus der Anzahl der Stellen des Ausgabewertes.
Beispiele
- Ein Messbereich 0…200 mV werde aufgelöst in 2000 Schritte. Dann beträgt die Schrittweite 0,1 mV.
- Bei einem linearen 8-Bit-ADU entspricht die relative Schrittweite so viel wie ein Schritt im Verhältnis zu allen Schritten {\displaystyle =1/2^{8}=1/256}, das Signal kann dann in Schritte zu rund 0,4 % des Quantisierungsbereichs aufgelöst werden.

Bei bestimmten Anwendungen (z. B. Sprach- oder Bildübertragung) kann es von Vorteil sein, eine nichtlineare Kennlinie zu verwenden. Die Schrittweite hängt dabei vom Eingangswert ab und kann für jedes Intervall unterschiedlich groß sein.

## Anwendungen

### Tontechnik
Die gängige Bezeichnung bei Soundkarten und Audiosoftware ist einfach „Auflösung“. Diese wird für die Lautstärke durch die Anzahl der Binärstellen und für den Zeitbereich durch die Abtastrate angegeben. Zum Beispiel: „16 Bit / 48 kHz“.
Bis ungefähr 1995 arbeiteten die meisten Soundkarten mit einer Auflösung von 8 Bit pro Sample, wodurch noch ein leises Hintergrundrauschen wahrnehmbar war. Bei Audio-CDs und moderneren Soundkarten sind inzwischen 16 Bit pro Kanal üblich; bei Audio- und Video-DVDs bis zu 24 Bit. Bei der ISDN-Telefonie wird das analoge Eingangssignal mit 8 Bit pro Sample abgetastet, wobei bei der Quantisierung die Besonderheiten der menschlichen Wahrnehmung berücksichtigt werden.
Viele Programme der Musikproduktion arbeiten mit 32 Bit breiten Samples, die aber nur zusammen mit einer Ausrüstung genutzt werden können, die eine entsprechende Dynamik erlauben (z. B. Mikrofone, Verstärker, Lautsprecher, Räumlichkeiten).

### Computergrafik
Computergrafiken werden in drei Dimensionen aufgelöst:
- die Bildauflösung, d. h. in Länge und Breite,
- die Farbtiefe bzw. bei Grauwertbildern die Helligkeit.

Bei einem Grauwertbild genügt eine Auflösung von 8 Bit, um mit den daraus resultierenden 256 Schattierungen ein natürlich erscheinendes Bild zu erhalten. Nur wenn der Kontrast später stark verändert werden soll, ist eine feinere Auflösung nötig, um das Bildergebnis nicht zu verfälschen.
Bei Farbbildern führen 256 Farben zu mangelhaften, körnigen oder comichaften Aufnahmen, sodass heute meistens jeder der drei Farbkanäle (rot, grün, blau) mit 8 Bit aufgelöst wird.
Bei der Bildauflösung ist neben der Signalauflösung ferner das Auflösungsvermögen zu beachten, das Vermögen, dicht beieinander liegende Objekte als eigenständig erfassen zu können.

### Videotechnik
Bei der Aufnahme von digitalen Videos werden die Einzelbilder wie im Abschnitt Computergrafik beschrieben aufgelöst. Zusätzlich kommt, wie bei der Tontechnik, eine zeitliche Auflösung bei der Abtastung der Bilder hinzu, die Bildfrequenz.